# Halloween, 20 ans après
Pour les articles homonymes, voir Halloween (homonymie).
Série Halloween
Halloween 6 :
La Malédiction de Michael Myers
(1995) Halloween: Resurrection
(2002)
Pour plus de détails, voir Fiche technique et Distribution.
Halloween, 20 ans après ou Halloween H20 : 20 ans plus tard au Québec (Halloween H20: Twenty Years Later) est un film d'horreur américain réalisé par Steve Miner, sorti en 1998.
Septième opus de la série de films Halloween, il est une suite directe d'Halloween 2. Halloween, 20 ans après oublie volontairement les précédentes suites pour se placer directement comme une suite aux deux premiers films de la franchise.
Il marque le 20e anniversaire du premier film, Halloween : La Nuit des masques et le grand retour de Jamie Lee Curtis dans la franchise.
Ce film anniversaire raconte le retour de Laurie Strode qui vit désormais sous une fausse identité. Sous le nom de Keri Tate, elle enseigne dans un lycée privé à Summer Glen en Californie. Avec son fils, John, elle ne cesse d'être obsédée par sa sécurité et se réfugie dans l'alcool. Devenant un jeune homme, son fils décide de s'émanciper, et d'organiser la fête d'Halloween malgré les avertissements de sa mère. Cette dernière, cependant, a bien raison de s'inquiéter : Michael Myers a retrouvé sa trace.

## Synopsis
29 octobre 1998. Vingt ans après les événements du 31 octobre 1978 à Haddonfield Marion Chambers Whittington, collègue du docteur Samuel Loomis, retourne dans sa maison à Langdon, dans l'Illinois. En arrivant chez elle, elle constate qu'elle a été cambriolée. Hésitant à entrer, elle décide d'aller prévenir ses deux voisins que quelqu'un a fouillé sa maison. Tout à coup, Marion est secouée à la vue de Jimmy Howell qui porte un masque de hockey accompagné de Tony Allegre, son copain. Après qu'elle eut expliqué les faits, Jimmy inspecte la maison de Marion et constate qu'il n'y a personne. Elle décide donc d'attendre seule la police chez elle. Marion découvre dans son bureau que le dossier sur Laurie Strode (la sœur de Michael Myers, qui a échappé aux attaques vingt ans plus tôt) a disparu. Elle entend du bruit, voit la porte ouverte et trouve quelqu'un encore dans la maison et se précipite chez les voisins. Quand elle arrive, elle trouve les deux adolescents assassinés. Le tueur, Michael Myers, l'attaque. Après une brève confrontation avec Marion, il parvient à la tuer. La police arrive sur les lieux alors que, dans l'intervalle, Michael quitte la maison avec le dossier de Laurie Strode.
Deux jours plus tard, le jour d'Halloween, Laurie Strode se réveille après avoir fait un cauchemar. Depuis 1978, elle a essayé de vivre normalement avec l'espoir que Michael ne reviendrait jamais après elle. Pour s'assurer que cela n'arrive, elle a simulé sa mort dans un accident de voiture et a déménagé en Californie du Nord sous le nom d'emprunt Keri Tate. Sous sa nouvelle identité, Laurie mène une vie apparemment tranquille avec un fils, John, qu'elle a eu peu de temps après son déménagement, un petit ami, Will, et une grande carrière en tant que directrice de l'Académie de la Haute École, un pensionnat privé. Toutefois, Laurie est loin d'être heureuse. Les événements tragiques de 1978 la hantent encore et nuisent à ses capacités parentales. Pour tout le monde, y compris la secrétaire de Laurie, Norma Watson, c'est « juste un autre Halloween ». Cependant, Laurie vit toujours dans la peur constante d'une nouvelle attaque, croit volontiers que son frère est toujours en vie, et reviendra un jour.
Ce jour-là, Michael parvient à la retrouver en utilisant le dossier, et regarde l'horaire des cours de l'école. Comme l'école permet de sortir le week-end, la plupart des lycéens partent pour un week-end et Laurie se heurte à Norma dans le parking, qui en profite pour lui donner quelques conseils maternels et lui dire de « se concentrer sur aujourd'hui ». Plus tard ce soir-là, John et ses camarades de classe sortent fêter Halloween dans le sous-sol lorsqu'un camarade de classe de John, Charlie, va chercher un tire-bouchon et est tué par Michael. Quand la petite amie de Charlie, Sarah, va le chercher, elle découvre son corps et est attaquée à son tour. Elle monte dans l'ascenseur pour sauver sa vie, mais comme elle grimpe dessus, Michael tente de faire descendre l'ascenseur en coupant la corde, et il tombe sur elle en lui happant la jambe. Michael se dirige ensuite à l'étage où elle se traîne et, malgré ses supplications, il la tue aussi. Quand John et Molly, qui avaient entendu le bruit de l'ascenseur, partent à la recherche de leurs camarades de classe, ils trouvent le corps de Sarah suspendu dans un garde-manger et sont poursuivis par Michael à travers les terrains de l'école. John se fait poignarder à la jambe. Alors que Michael est sur le point d'éliminer Molly et John, ils sont sauvés par Laurie et Will qui leur ouvrent la porte juste à temps et, avant que la porte ne se referme, Laurie et Michael se retrouvent face à face, pour la première fois depuis leur dernière rencontre vingt ans plus tôt. Laurie et Will cachent les enfants et décident de tenter de tuer Michael.
Quand Will voit une forme approchant de l'extrémité de la salle, il prend le pistolet de Laurie (qu'elle gardait secrètement sous son oreiller depuis tout ce temps) et tire cinq fois sur la forme, pour découvrir que c'était le garde de sécurité de l'école, Ronny. Michael apparaît alors et tue Will. Dans leur fuite, Laurie dit à Molly et John d'aller chercher de l'aide alors qu'elle choisit de retourner à l'école avec une hache d'incendie pour retarder son frère, et si possible le tuer elle-même. Elle le trouve et tente de le tuer à plusieurs reprises, et finalement, après l'avoir poignardé, il passe par-dessus un balcon, comme dans le premier film. Elle s'approche de Michael et tire l'un des couteaux hors de sa poitrine. Elle lève lentement le couteau au-dessus d'elle, mais avant qu'elle ne puisse porter le coup final, Ronny apparaît, ayant apparemment survécu à la fusillade accidentelle (la balle avait seulement effleuré sa tête), et l'attrape. Il parvient à l'empêcher d'attaquer le corps apparemment inerte de Michael, et entraîne Laurie hors de la cafétéria.
La police arrive et met le cadavre de Michael dans un sac, avant de le charger dans un van du coroner. Laurie, sachant parfaitement que Michael n'est pas mort, saisit la hache et un pistolet d'officier et vole le van avec le corps de Michael dedans. Michael se redresse et s'échappe du sac, puis essaie de la tuer à nouveau. Elle freine brutalement, le projetant à travers le pare-brise. Elle tente alors, en vain, de lui rouler dessus. Le véhicule est dévié, dévale une falaise et s'écrase, mais elle s'échappe tandis que Michael est piégé entre celui-ci et un arbre. Laurie récupère la hache et se dirige vers lui. Il tend la main vers elle, cherchant apparemment le pardon et la compassion familiale. Elle commence elle-même à tendre sa main vers lui, mais la tire lentement en arrière, et décapite violemment Michael, son propre frère. La tête du tueur masqué dévale alors la colline.

## Fiche technique
Sauf indication contraire, les informations mentionnées dans cette section peuvent être confirmées par les bases de données cinématographiques IMDb et Allociné,  présentes dans la section « Liens externes ».
- Titre original : Halloween H20: Twenty Years Later
- Titre français : Halloween, 20 ans après[N 1]
- Titre québécois : Halloween H20 : 20 ans plus tard[1]
- Réalisation : Steve Miner
- Scénario : Matt Greenberg et Robert Zappia, d'après une histoire de Robert Zappia, d'après les personnages créés par John Carpenter et Debra Hill
- Musique : John Ottman
  - Musiques additionnelles : Marco Beltrami
  - Orchestration : Damon Intrabartolo, Deborah Lurie, Frank Macchia et John Ottman
  - Montage musical : Amanda Goodpaster, George A. Martin et David Slusser
- Direction artistique : Dawn Snyder
- Décors : John Willett
- Costumes : Deborah Everton
- Maquillage : Tania McComas
- Coiffure : Voni Hinkle
- Photographie : Daryn Okada
- Son : Frank E. Eulner, Lora Hirschberg, Gary A. Rizzo
- Montage : Patrick Lussier
- Production : Paul Freeman
  - Production déléguée : Moustapha Akkad
  - Production associée : Malek Akkad
  - Coproduction déléguée : Bob Weinstein, Harvey Weinstein et Kevin Williamson
- Sociétés de production : Dimension Films, Nightfall Productions et Trancas International Films
- Sociétés de distribution : Dimension Films (États-Unis), BAC Films (France), Alliance Atlantis Communications (Québec), Ascot Elite Entertainment Group (Suisse), RCV Film Distribution (Belgique)[réf. souhaitée]
- Budget : 17 millions de $[3],[4],[5]
- Pays de production :  États-Unis
- Langue originale : anglais
- Format : couleur (Technicolor) - 35 mm - 2,35:1 (Panavision) - son DTS / Dolby Digital / SDDS
- Genre : épouvante-horreur (slasher), thriller
- Durée : 86 minutes
- Dates de sortie[6] :
  - États-Unis, Québec : 5 août 1998[1]
  - Belgique : 25 novembre 1998[7]
  - France, Suisse romande : 9 décembre 1998[8],[9]
- Classification : 
  - États-Unis : interdit aux moins de 17 ans (R – Restricted)[N 2]
  - France : interdit aux moins de 12 ans[10]
  - Belgique : potentiellement préjudiciable jusqu'à 16 ans (KNT/ENA : Kinderen Niet Toegelaten  / Enfants Non Admis)[7],[11],[N 3]
  - Suisse romande : interdit aux moins de 16 ans[12]
  - Québec : 13 ans et plus (horreur) (13+ / 13 years and over)[1]

## Distribution
- Jamie Lee Curtis (VF : Françoise Vallon ; VQ : Madeleine Arsenault) : Laurie Strode / Keri Tate
- Josh Hartnett (VF : Alexis Tomassian ; VQ : Gilbert Lachance) : John Tate
- Chris Durand : Michael Myers
- Adam Arkin (VF : Stefan Godin ; VQ : Robert Toupin) : Will Brennan
- Michelle Williams (VF : Barbara Delsol ; VQ : Christine Bellier) : Molly Cartwell
- Jodi Lyn O'Keefe (VF : Vanina Pradier ; VQ : Isabelle Leyrolles) : Sarah Wainthrope
- Adam Hann-Byrd (VQ : Hugolin Chevrette) : Charlie Deveraux
- LL Cool J (VF : Christophe Peyroux ; VQ : François L'Écuyer) : Ronny Jones
- Nancy Stephens : Marion Chambers Whittington
- Joseph Gordon-Levitt (VF : Fabrice Josso) : Jimmy Howell
- Janet Leigh (VF : Nita Klein ; VQ : Béatrice Picard) : Norma Watson
- Branden Williams (VF : Julien Sibre) : Tony Allegre
- Lisa Gay Hamilton (VF : Marjorie Frantz) : Shirley
- Beau Billingslea (VF : Pierre Forest) : Fitz
- Matt Winston (VF : Didier Cherbuy) : Matt
- Larisa Miller : Claudia
- Emmalee Thompson : Casey
- Tom Kane (VF : François Dunoyer) : Dr Samuel Loomis (voix)

Version française réalisée par Alter Ego ; direction artistique : Isabelle Brannens
Version québécoise réalisée par Cinélume ; direction artistique : Vincent Davy ; adaptation des dialogues : Vincent Davy

## Production

### Genèse et développement
Après les résultats modestes d'Halloween 6, les producteurs de Miramax cherchent un moyen pour relancer la franchise de manière intelligente avec un 7e film. À cette époque, le néo-slasher cartonne au cinéma grâce aux succès de Scream et de Souviens-toi… l'été dernier, tous deux scénarisés par Kevin Williamson. C'est donc sans attendre que les frères Weinstein font appel à lui pour s'occuper du nouveau Halloween. Il accepte la mission, étant donné qu'il a toujours été un grand fan de premier opus, qui l'avait inspiré pour ses scénarios. Le projet s'intitule alors Halloween 7: The Revenge of Laurie Strode. Mais l'approche du 20e anniversaire du premier film est une trop belle occasion pour manquer le coup. Le titre devient donc Halloween H20, 20 years later, francisé Halloween, 20 ans après. Un véritable retour aux sources est annoncé par Kevin Williamson qui, en plus d'être producteur, est aussi très impliqué dans le scénario. Les producteurs recontactent à John Carpenter pour réaliser le film, mais celui-ci décline l'offre à cause d'un salaire trop petit. C'est un réalisateur plus modeste qui est choisi : Steve Miner. Quant à Jamie Lee Curtis, elle reprend son rôle de Laurie Strode avec enthousiasme : c'est elle-même qui avait proposé l'idée d'un film anniversaire au début de la production.
Le but du film est de revenir sur l'histoire de Laurie Strode en oubliant l'histoire de sa fille, Jamie Lloyd, dans les Halloween 4, 5 et 6. L'idée est de montrer au public comment une personne peut faire face à un drame passé tout en essayant de se construire une vie stable, et ce même si le passé finit toujours par rattraper le présent. Le film n'est donc pas la suite d'Halloween 6 mais bien une suite alternative à Halloween 2. Même si le scénariste Kevin Williamson a, au début de la préproduction, écrit un traitement où l'histoire de Jamie Lloyd était prise en compte.

### Attribution des rôles
Ce film marque le retour de Jamie Lee Curtis dans la franchise, après Halloween 2 (1981). Sa mère Janet Leigh est par ailleurs présente dans ce film, dans son avant-dernière apparition à l'écran.
Ce film marque les débuts à l'écran de Josh Hartnett. C'est par ailleurs l'un des premiers rôles de Michelle Williams.

### Tournage
Le tournage a lieu de février à avril 1998. Les séquences  à la Hillcrest Academy sont filmées au Canfield-Moreno Estate (en) dans le quartier de Silver Lake à Los Angeles. La maison de Marion Chambers est quant à elle filmée dans le quartier de Melrose Hill. Pour la ville de Summer Glen c'est La Puente qui est choisie. L'entrée de la Hillcrest Academy est filmée à Chatsworth. La fin du film est tournée à Canoga Park,,.

## Distinctions
Sauf indication contraire, les informations mentionnées dans cette section peuvent être confirmées par les bases de données cinématographiques IMDb et Allociné,  présentes dans la section « Liens externes ».

### Récompenses
1999
- Fangoria Chainsaw Awards : Chainsaw Award de la meilleure actrice pour Jamie Lee Curtis

2015
- Academy of Science Fiction, Fantasy and Horror Films - Saturn Awards : Saturn Award de la meilleure collection de DVD / Blu-Ray

### Nominations
1998
- Festival international du film de Catalogne : meilleur film pour Steve Miner
- International Film Music Critics Association : meilleure musique originale pour un film d'horreur / thriller pour John Ottman

1999
- Academy of Science Fiction, Fantasy and Horror Films - Saturn Awards :
  - Meilleur film d'horreur
  - Meilleure actrice pour Jamie Lee Curtis
- Blockbuster Entertainment Awards :
  - Meilleur acteur dans un film d’horreur pour Adam Arkin
  - Meilleure actrice dans un film d’horreur pour Jamie Lee Curtis
  - Meilleure révélation masculine pour Josh Hartnett
  - Meilleur second rôle masculin dans un film d‘horreur pour LL Cool J
- Fangoria Chainsaw Awards : meilleur film avec une large diffusion
- MTV Movie & TV Awards : meilleure révélation masculine de l'année pour Josh Hartnett
- Young Artist Awards :
  - Meilleur second rôle féminin dans un film (Jeune actrice) pour Michelle Williams
  - Meilleur second rôle masculin dans un film (Jeune acteur) pour Joseph Gordon-Levitt

## Clins d’œil
Dans les crédits du film, on peut lire « In memory of Donald Pleasence » (« En mémoire de Donald Pleasence »), l'acteur étant mort juste avant la sortie du 6e opus en 1995, film qui lui rendait lui-même hommage. Cependant, on peut voir plusieurs photos de l'acteur au début de ce film-ci. La voix du personnage, que l'on entend durant le générique, est assurée par le comédien Tom Kane.
Plusieurs références à Halloween : La Nuit des masques se sont glissées dans le film comme la première blessure infligée à Laurie Strode dans ce film, est la même que la toute première du premier film, une coupure au bras gauche. Janet Leigh, la mère de l'actrice Jamie Lee Curtis, incarne ici le personnage de Norma, la secrétaire. Janet Leigh avait auparavant joué dans le film d'horreur Psychose, où elle se faisait tuer sous la douche dans une scène restée célèbre. Dans Halloween, 20 ans après, la musique de Psychose est utilisée lorsque Norma retourne vers sa voiture. C'est un clin d’œil à Psychose, où Janet Leigh passe un long moment dans sa voiture, avec la musique du film. Le nom Norma est également le nom de la mère de Norman Bates, l'assassin dans Psychose. Par ailleurs, au début du film, on peut remarquer un autre clin d’œil lorsque l'ami de John lui dit que dans vingt ans, il habitera encore avec sa mère et qu'il dirigera un hôtel, référence à Norman et son motel. On note également le retour de l'infirmière Marion Chambers, toujours interprétée par Nancy Stephens, qui avait jadis assisté le Dr Loomis dans les deux premiers films et qui meurt au début de l'histoire.
On peut relever aussi une référence à la saga Vendredi 13 lorsque le jeune Jimmy Howell fait peur à Marion en portant son masque de hockey et tenant sa crosse.
Des extraits de Plan 9 from Outer Space d'Ed Wood et Scream 2 de Wes Craven apparaissent dans le film.